# La casa de papel: Corea
La casa de papel: Corea (en hangul, 종이의 집: 공동경제구역; romanización revisada, Jongieui Jib: Gongdonggyeongjeguyeok; título en inglés: Money Heist: Korea – Joint Economic Area) es una serie de televisión surcoreana dirigida por Kim Hong-seon y protagonizada por Yoo Ji-tae, Park Hae-soo, Jeon Jong-seo y Lee Won-jong, fue estrenada el 24 de junio de 2022 a través de Netflix.
La serie es una versión de la popular serie española La casa de papel, de Álex Pina.

## Sinopsis
La serie sigue a un cerebro criminal, que es conocido con el sobrenombre de "The Professor" (El Profesor), quien crea un plan para llevar a cabo el mayor atraco de la historia registrada en la península de Corea, junto a un grupo de genios estrategas y ladrones con diferentes personalidades y habilidades.

## Reparto

### Personajes principales

#### Miembros del equipo
- Yoo Ji-tae como El Profesor (Song Sun-ho), el jefe del equipo.[5]
- Jeon Jong-seo como Tokio (Lee Hong-dan), una miembro del equipo del profesor.[6]
- Park Hae-soo como Berlín (Song Joong-ho), un miembro del equipo del profesor.[7]
- Lee Won-jong como Moscú (Oh Man-shik), un miembro del equipo del profesor.[8]
- Kim Ji-hoon como Denver (Oh Taek-soo), un miembro del equipo del profesor.[9]
- Jang Yoon-ju como Nairobi (Shim Young-moon), una miembro del equipo del profesor.
- Lee Hyun-woo como Rio (Joseph Han), un miembro del equipo del profesor.[10]
- Kim Ji-hun como Helsinki (Ko Myung-tae), un miembro del equipo del profesor.
- Lee Kyu-ho como Oslo (Lee Sang-yeon), un miembro del equipo del profesor.
- Im Ji-yeon como Seúl, una miembro del equipo del profesor.

#### Task Force
- Kim Yoon-jin como Sun Woo-jin, una detective y la líder del equipo "TF Team" de la división de negociaciones de crisis de la fuerza especial.[11]
- Kim Sung-oh como el capitán Cha Moo-hyuk, un exagente especial y miembro del equipo "TF Team".

#### Rehenes
- Park Myung-hoon como Cho Young-min, el director de "Royal Mint", quien se convierte en un rehén durante el atraco del equipo del profesor.[12]
- Lee Joo-bin como Yoon Mi-sun, una encantadora contadora y la amante de Cho Young-min, quien se convierte en una rehén durante el atraco del equipo del profesor.

### Personajes secundarios
- Lee Si-woo como Ann Kim.[13]
- Lee Yong-nyeo.
- Cha Si-won.
- Hong In.
- Jang Hyun-sung.

## Episodios
La serie conformada por doce episodios, se programó para estrenarse el 24 de junio de 2022 por medio de Netflix.

## Producción
En diciembre de 2020 se anunció que Netflix produciría el remake surcoreano de la popular serie española La casa de papel transmitida desde el 2 de mayo de 2017.
Es dirigida por Kim Hong-seon (김홍선) y escrita por Ryu Yong-jae, Kim Hwan-chae y Choe Sung-jun, la serie sigue una crisis de rehenes ambientada en la península de Corea, que involucra a un estratega genial y personas con diferentes personalidades y habilidades.
Originalmente en 2021 se anunció que el actor Park Jung-woo se uniría al elenco principal de la serie como "Rio", sin embargo en mayo del mismo año se anunció que debido a conflictos de programación con el drama que estaba filmando en ese momento ("Fly High Butterfly") se había retirado de la serie. Por lo que fue reemplazado por el actor Lee Hyun-woo.
Las filmaciones del 7 de julio de 2021 fueron suspendidas por el día, siguiendo las pautas de la cuarentena por la pandemia de COVID-19 en Corea del Sur.
El 17 de enero de 2022, Netflix reveló que el título en inglés de la serie es Money Heist: Korea – Joint Economic Area.